# Клаймакс (Міннесота)
Клаймакс (англ. Climax) — місто (англ. city) в США, в окрузі Полк штату Міннесота. Населення — 243 особи (2020).

## Географія
Клаймакс розташований за координатами 47°36′31″ пн. ш. 96°48′44″ зх. д. / 47.60861° пн. ш. 96.81222° зх. д. (47.608534, -96.812143).  За даними Бюро перепису населення США в 2010 році місто мало площу 2,96 км², уся площа — суходіл. В 2017 році площа становила 2,43 км², уся площа — суходіл.

## Демографія
Згідно з переписом 2010 року, у місті мешкало 267 осіб у 112 домогосподарствах у складі 63 родин. Густота населення становила 90 осіб/км².  Було 118 помешкань (40/км²).
Расовий склад населення:
| - 94,4 % — білих - 1,9 % — чорних або афроамериканців - 0,7 % — корінних американців - 1,1 % — осіб інших рас |

До двох чи більше рас належало 1,9 %. Частка іспаномовних становила 6,7 % від усіх жителів.
За віковим діапазоном населення розподілялося таким чином: 31,1 % — особи молодші 18 років, 58,0 % — особи у віці 18—64 років, 10,9 % — особи у віці 65 років та старші. Медіана віку мешканця становила 32,1 року. На 100 осіб жіночої статі у місті припадало 105,4 чоловіків;  на 100 жінок у віці від 18 років та старших — 109,1 чоловіків також старших 18 років.
Середній дохід на одне домашнє господарство  становив 49 502 долари США (медіана — 40 417), а середній дохід на одну сім'ю — 62 876 доларів (медіана — 61 042). Медіана доходів становила 38 594 долари для чоловіків та 30 625 доларів для жінок. За межею бідності перебувало 17,1 % осіб, у тому числі 29,6 % дітей у віці до 18 років та 17,6 % осіб у віці 65 років та старших.
Цивільне працевлаштоване населення становило 138 осіб. Основні галузі зайнятості: освіта, охорона здоров'я та соціальна допомога — 22,5 %, роздрібна торгівля — 19,6 %, сільське господарство, лісництво, риболовля — 16,7 %, виробництво — 15,2 %.